# كأس الجزائر 1982–83
كأس الجزائر 1982–83 هو موسم من كأس الجزائر. أشرف على تنظيمه الإتحاد الجزائري لكرة القدم، وكان عدد الأندية المشاركة فيه 64، وفاز فيه نادي مولودية الجزائر.